# Elassystremma prolaeve
Elassystremma prolaeve är en mångfotingart som beskrevs av VanDenSpiegel och Sergei I. Golovatch 2004. Elassystremma prolaeve ingår i släktet Elassystremma och familjen Ammodesmidae. Inga underarter finns listade i Catalogue of Life.